# Maria Darmstädter

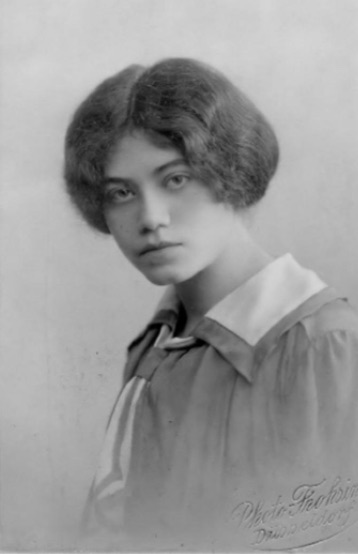
Maria Darmstädter

Maria Friederike Darmstädter (* 22. Juni 1892; † 13. Februar 1943), auch bekannt unter ihrem Ehenamen Maria Krehbiel-Darmstädter, war eine deutsche Religionswissenschaftlerin, Mitbegründerin und frühe prägende Teilnehmerin der an Rudolf Steiner geschulten christlich-esoterischen Christengemeinschaft. Zudem war sie Dichterin und übersetzte aus dem Französischen. Sie wurde wegen ihrer jüdischen Herkunft im Dritten Reich verfolgt und 1943 in Auschwitz ermordet.

## Leben und Werk
Als Kind einer gutsituierten jüdischen Familie in Mannheim geboren wurde Maria Darmstädter als junge Erwachsene in der lutherischen Kirche getauft. Bereits als junge Frau war sie tiefreligiös. Seit Anfang der 1920er Jahre war sie der neu gegründeten Christengemeinschaft aktiv verbunden und hatte Kontakte mit deren geistigen und organisatorischen Urhebern wie Rudolf Steiner, Friedrich Rittelmeyer und Rudolf Frieling. Im Mai 1922 hatte sie Rudolf Steiners letzten öffentlichen Vortrag über die spirituelle Suche in Mannheim gehört. Darmstädter wirkte vor allem im Bereich der Begründung und Gestaltung von Ritus und Liturgie der frühen Christengemeinschaft. Ein Teil ihrer sie dabei motivierenden spirituellen Erfahrungen und Gedanken erschließen sich aus ihren posthum erschienenen Briefen. Mit Steiner sah Darmstädter religiösen Ritus nicht allein als symbolische Form, sondern als kollektive und individuelle An-Eignung heiligen Geschehens.
Maria Darmstädter heiratete 1928 Emil Franz Krehbiel, der als Herausgeber und Redakteur im Urachhaus arbeitete und folgte ihm nach Stuttgart. Bei einem großen Sommertreffen der Christengemeinschaft und Anthroposophen 1929 in Stuttgart gehörte sie zu den Organisatoren. Kurze Zeit später zog das Ehepaar nach Ulm. Die kinderlose Ehe wurde 1933 auf Betreiben Krehbiels geschieden, worauf Darmstädter nach Mannheim zurückging. Trotz ihres jahrzehntelangen Engagements für das Gemeinwohl in Baden von den Nationalsozialisten isoliert und verfolgt starben ihre Eltern 1936 kurz nacheinander und sie erlitt einen psychischen und physischen Zusammenbruch. Nach dem Zwangsverkauf des Elternhauses, der praktisch einer Enteignung gleichkam, befanden sich die Mitglieder der Familie Darmstädter in prekärer finanzieller Lage. Unterstützung erfuhr Maria Darmstädter in dieser Zeit u. a. von Heidelberger Freunden, darunter der Frau des Heidelberger Philosophen Karl Jaspers, Gertrud Jaspers-Mayer und der Frauenrechtlerin und Sozialpolitikerin Marie Baum, die später mit Bewunderung und Wärme über ihre Begegnungen mit Maria Darmstädter schrieb.
Am 22. Oktober 1940 wurde Darmstädter wie viele andere Juden in Baden in das Konzentrationslager Gurs am Rand der Pyrenäen deportiert. Nach einer zeitweisen Krankheitsentlassung in die Nähe von Lyon versuchte sie in die Schweiz zu fliehen, was misslang. Sie kam über das Durchgangslager Drancy bei Paris in das Konzentrations- und Vernichtungslager Auschwitz, wo sie ermordet wurde. Während ihrer verschiedenen Lageraufenthalte stand sie trotz ihrer angeschlagenen Gesundheit vielen Mitgefangenen im Geist der von Steiner neu interpretierten Ideen christlicher Zeugenschaft und Dienstethik seelsorgerisch und praktisch bei.

## Familie
Maria Darmstädter war die Patentante des Heidelberger Althistorikers und eines der frühen Chronisten des deutschsprachigen Widerstandes gegen das Hitler-Regime, Walter Schmitthenner, der einen Teil ihres Briefwechsels nach Ende des Zweiten Weltkrieges publizierte. Schmitthenner war im Januar 1943 nach Drancy gereist, um eine Freilassung oder wenigstens eine Verlegung Darmstädters in ein Krankenhaus zu erreichen, was ihm von der Nazi-Bürokratie abgeschlagen wurde. Es kam nur noch zu einer letzten bewegenden Unterredung der beiden Regimekritiker. Maria Darmstädters Schwester, die mit dem Kunsthistoriker Wilhelm Fraenger befreundete Malerin, Glaskünstlerin und Schiffbauingenieurin Louise (verheiratete Louise Kayser-Darmstädter), konnte dem Nazi-Regime über die Tschechoslowakei entfliehen und in die USA auswandern, wo sie u. a. mit Marc Chagall zusammenarbeitete. Louise hatte in ihrer Jugend eine Reihe von Porträts ihrer Schwester Maria angefertigt.
Die nach den Schrecken der NS-Zeit zersprengte Familie Darmstädter aus Mannheim lebt heute in Deutschland (mit Nachnamen Bollert und Glaser), Frankreich (Claude, Pierre und Nachkommen), der Schweiz und den USA.

## Schriften
- Peronnik, ein bretonisches Gralsmärchen nach Souvestre., (als Übersetzerin). Verlag freies Geistesleben, Stuttgart 1984.
- Briefwechsel (s. u., Schmitthenner, Walter)